# جاستن وفرسان الشجاعة
جاستن وفرسان الشجاعة (بالإنجليزية: Justin and the Knights of Valour)‏ فيلم رسوم متحركة إسباني لخيال فكاهي من إخراج مانويل صقلية، تم إصداره في إسبانيا في 20 سبتمبر 2013 وفرنسا في 6 أبريل مباشرة على DVD. هو رسم كاريكاتوري يستخدم رسومات الكمبيوتر، وموجه إلى الأطفال والعائلة.

## القصة
يعيش جاستن (فريدي هايمور) في زمنٍ يحكم فيه البيروقراطيون، بعد أن تم خلع الفرسان. جاستن لديه حلمٌ وهو أن يصبح فارسًا من فرسان الشجاعة مثل جده، لكن والده ريجنالد (ألفريد مولينا) يريده أن يصبح محاميًا. بعد زيارةٍ جميلة قام بها جاستن لجدته ودع جاستن حبيبته لارا (تامسين إجيرتون) بعد أن ألهمته الزيارة أن يذهب في رحلةٍ شيقة من أجل أن يصبح فارسًا. في تلك الرحلة يقابل جاستن حفنة من الأشخاص يقومون بتغيير مجرى حياته.

## طاقم العمل
- فريدي هايمور بدور جاستن

- سيرشا رونان بدور تاليا

- جيمس كوسمو بدور بلوشر

- تشارلز دانس بدور ليجانتير

- تامسين إيغرتون بدور لارا

- أنتونيو بانديراس بدور السير كلوريكس

- روبرت إيفرت بدور سوتا

- باري همفريز بدور براوليو

- ألفريد مولينا بدور ريجنالد

- مارك سترونج بدور هيراكليو

- أنجيلا لانسبيري بدور الساحرة

- ديفيد ويليامز بدور ميلكيادس

- جولي والترز بدور الجدة ليلي

- أوليفيا ويليامز بدور الملكة

## الصدور

### الإستقبال النقدي
تلقى الفيلم نسبة تأييد 36% من المراجعات على موقع الطماطم الفاسدة بنائاً على 15 مراجعة نقدية، مع متوسط تقييم 10/3.9.

## وصلات خارجية
- جاستن وفرسان الشجاعة على موقع IMDb (الإنجليزية)
- جاستن وفرسان الشجاعة على موقع روتن توميتوز (الإنجليزية)
- جاستن وفرسان الشجاعة على موقع نتفليكس (الإنجليزية)
- جاستن وفرسان الشجاعة على موقع قاعدة بيانات الأفلام العربية
- جاستن وفرسان الشجاعة على موقع ألو سيني (الفرنسية)
- جاستن وفرسان الشجاعة على موقع Turner Classic Movies (الإنجليزية)
- جاستن وفرسان الشجاعة على موقع أول موفي (الإنجليزية)
- جاستن وفرسان الشجاعة على موقع بوكس أوفيس موجو (الإنجليزية)
- جاستن وفرسان الشجاعة على موقع فيلمافينيتي (الإسبانية)
- جاستن وفرسان الشجاعة على موقع قاعدة بيانات الأفلام السويدية (السويدية)